# Latodrepanus nicolasi
Latodrepanus nicolasi là một loài bọ cánh cứng trong họ Bọ hung (Scarabaeidae).